# Sălăjeni, Arad
Sălăjeni este un sat ce aparține orașului Sebiș din județul Arad, Crișana, România.

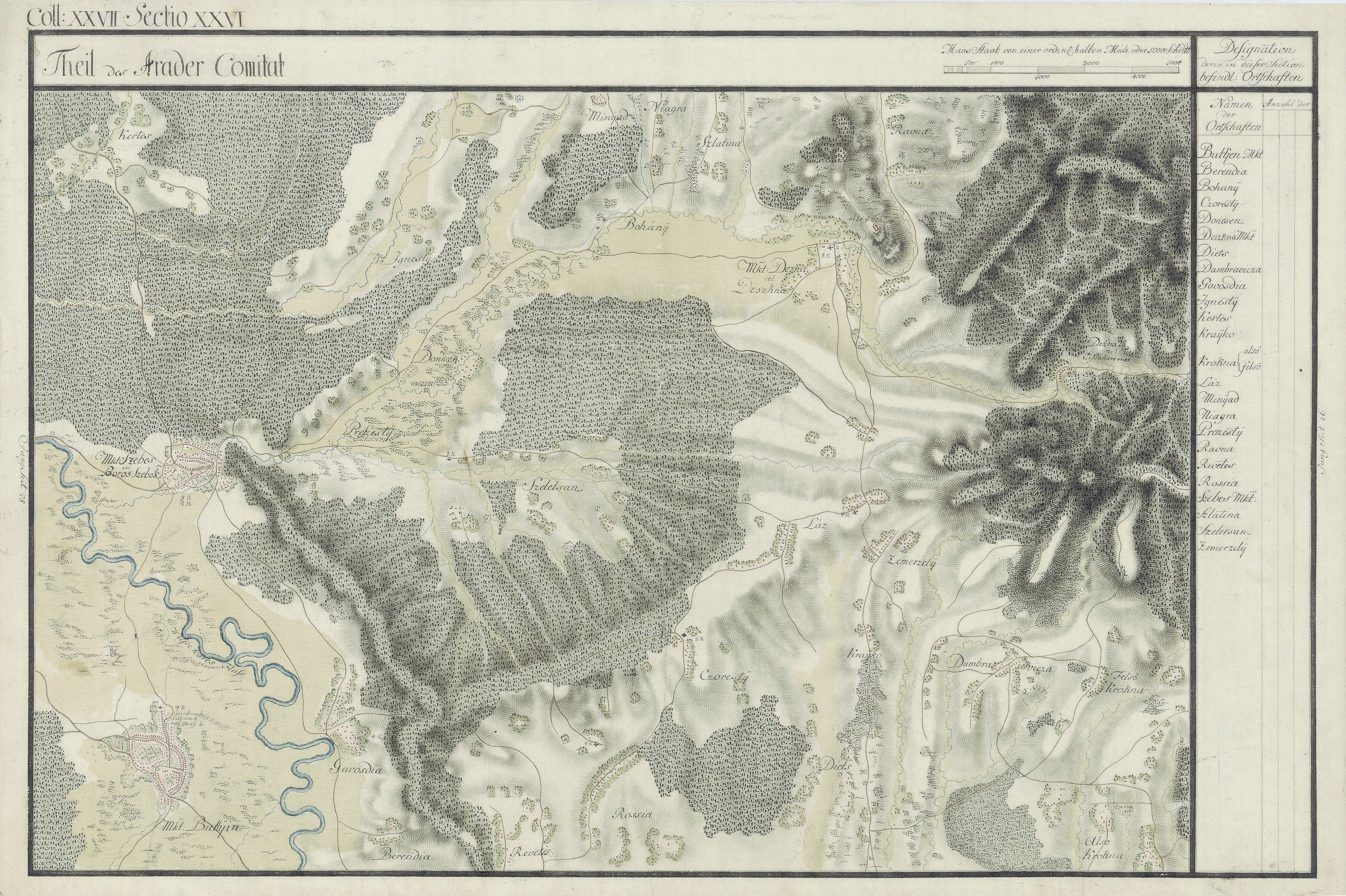
Sălăjeni în Harta Iosefină a Comitatului Arad, 1782-85